# Brušane
Brušane falu Horvátországban Lika-Zengg megyében. Közigazgatásilag Gospićhoz tartozik.

## Fekvése
Gospićtól légvonalban 10 km-re közúton 11 km-re délnyugatra, a Velebit-hegység lejtői alatt a Dugopolje nevű völgyben fekszik azon út mellett, mely a Velebit középső részén át a Likai-mezőt a tengerparton fekvő Karlobaggal köti össze.

## Története
A Velebit-hegységet átvezető úton már a római korban élénk kereskedelmi forgalom volt Vegium és a Lika középső része között. A falu területe már akkor is bővelkedett buja erdőkben és tiszta vizű forrásokban, melyek közül a legismertebbek a Rimsko vrelo, Pavlinovo vrelo, Košna voda, Škvadra és a Zobine voltak. A Rimsko vrelót, azaz a Római forrást 1936-ban szépen kiépítették, de azóta újra felújításra szorul. 1411-ben említik itt a pálosok jelenlétét, akiknek kolostoruk is volt a településen. 1527-ben a vidék több mint százötven évre török megszállás alá került, lakossága elmenekült. A középkori Szent Márton templomot a törökök lerombolták. 1686-ra a terület felszabadult a török uralom alól és a szabaddá vált területre Jerko Rukavina razanaci és Dujam Kovačević vinjeraci kenézek vezetésével még 1683-ban Karlobag vidékére telepedett bunyevácokat telepítettek le itt négy faluba (Brušane, Trnovac, Smiljan és Bužim). 1696-ban Glavinić zenggi püspök megemlíti, hogy a Szent Márton templom romokban áll. 1733-ban Benzoni már azt írja, hogy pár évvel korábban építették újra, tehát a templom újjáépítése 1730 körüli időpontra tehető. Az újonnan érkezettek a likai határőrezredhez, 1765-től az otocsáni ezredhez, azon belül a 11. számú smiljani századhoz tartoztak. Brušane plébániáját 1807-ben alapították, addig a smiljani, majd 1799-től a gospići plébánia filiája volt. A mai plébániatemplomot 1854-ben építették. A katonai határőrvidék megszüntetése után 1881-ben a települést is integrálták a polgári közigazgatásba. A községközpont egészen 1942-ig Smiljanban volt. A falunak 1857-ben 589, 1910-ben 700 lakosa volt. A trianoni békeszerződés előtt Lika-Korbava vármegye Gospići járásához tartozott. Ezt követően előbb a Szerb-Horvát-Szlovén Királyság, majd Jugoszlávia része lett. 1932. szeptember 7-én itt tört ki a Velebiti felkelés a jugoszláv hatóságok katonai és politikai elnyomása ellen. A felkelés emlékművét 1998. szeptember 7-én avatták fel. 1942. január 14-én a falut elfoglalták a partizánok, felégették a templomot és a plébániaházat is. A templomot Josip Kapš plébános 1962-ben nagy költséggel állíttatta helyre. 1991-ben lakosságának 95 százaléka horvát volt. 1991-ben a független Horvátország része lett. A falunak 2011-ben 135 lakosa volt.

## Lakosság
| Lakosság változása | Lakosság változása | Lakosság változása | Lakosság változása | Lakosság változása | Lakosság változása | Lakosság változása | Lakosság változása | Lakosság változása | Lakosság változása | Lakosság változása | Lakosság változása | Lakosság változása | Lakosság változása | Lakosság változása | Lakosság változása |
| ------------------ | ------------------ | ------------------ | ------------------ | ------------------ | ------------------ | ------------------ | ------------------ | ------------------ | ------------------ | ------------------ | ------------------ | ------------------ | ------------------ | ------------------ | ------------------ |
| 1857               | 1869               | 1880               | 1890               | 1900               | 1910               | 1921               | 1931               | 1948               | 1953               | 1961               | 1971               | 1981               | 1991               | 2001               | 2011               |
| 589                | 703                | 638                | 712                | 736                | 700                | 618                | 603                | 399                | 383                | 310                | 269                | 220                | 177                | 162                | 135                |

## Nevezetességei
- Szent Márton püspök tiszteletére szentelt plébániatemploma[4] 1842-ben épült. 1942-ben a partizánok felgyújtották. 1962-ben Josip Kapš plébános helyreállíttatta. 2006-ban Nikola Turkalj plébános a Gospić-Zenggi egyházmegye anyagi segítségével és a hívek közreműködésével új harangtornyot építtetett hozzá. 2009-ben a templomot bádoglemezekkel fedték be és megújult a homlokzat is. Egyhajós épület, sokszögű szentéllyel, a szentélytől nyugatra található sekrestyével, oromzatos harangtoronnyal, a főhomlokzat déli tájolású. A sekrestye emeletén egy tábla található, amelyen felirat olvasható: „OVA JE CRIKVA GRAĐENA 1842. I OVO NAS DVA POBRATIMA JESMO OVU PLOČU NAČINILI I NAPRAVILI CRIKVU” (Ezt a templom 1842-ben épült, és ezt a táblát két testvér állította, akik az egyházat létrehozták.")

- A „Cimiter pod Glavicom” régészeti lelőhelyet[5] 2002-ben vették nyilvántartásba, amikor a Gospić város területfejlesztési terveihez szükséges természetvédelmi részt készítették. 2018 áprilisában és májusában, a sűrű növényzet kitisztításakor, a volt középkori templom helyén (a helynek különféle elnevezései voltak: Crkvina, Cimiter vagy Cimiter pod Glavicom) egy római urna majdnem teljes fedelét megtalálták, láthatóan másodlagosan beépítve a egykori templom falába. Feltárták templom hajójának falait, melyek alapján a középkori templom előzetesen meghatározott méretei a gótikus szentéllyel együtt 13 x 7 méteresek lennének. Megtalálták a templom oromzatát egykor díszítő rozettát is.

- A Velebiti felkelés emlékműve 1998-ban készült